# Calypso (muziek)

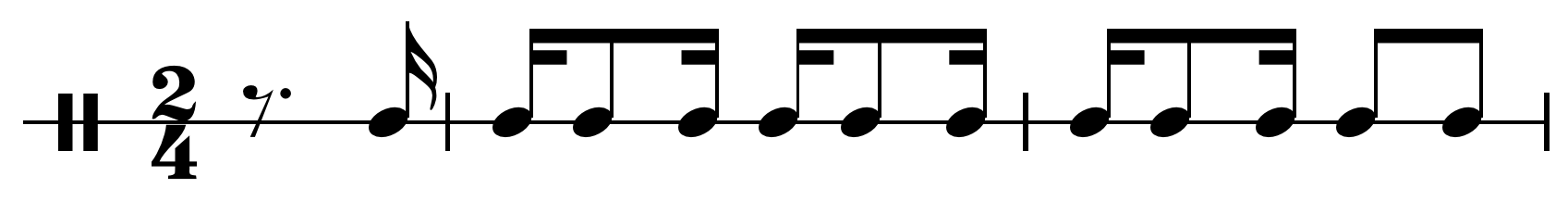
Calypsoritme

Calypso is dansmuziek afkomstig uit de Caraïben. De dans ontstond hoofdzakelijk in Trinidad uit het sociale conflict en de censuur die de bevolking moest ondergaan. 
De muziek kan in allerlei tempo's gespeeld worden, maar is meestal explosief en levendig. Er zijn invloeden van diverse muzieksoorten te herkennen. Onder meer het ritme van Afrikaanse drums is duidelijk aanwezig.
Lange tijd hadden de songteksten van de calypso in Trinidad dezelfde functie als een krant. Er werd commentaar gegeven op sociale en politieke gebeurtenissen. Ook de geschiedenis van het eiland werd verteld. Mighty Sparrow, een van de bekendste calypso-artiesten, betuigde in zijn teksten zelfs steun aan lokale politici. Calypso Rose schreef veel teksten over thema´s als vrouwenrechten en ongelijkheid tussen de seksen. De calypso-muziek en -dans worden vooral beoefend tijdens het Caraïbische carnaval, dat in Trinidad twee weken voor Aswoensdag aanvangt. De thematiek gaat dan van kritisch en beledigend tot constructief en intellectueel.
Onder invloed van de Amerikaanse soul- en dansmuziek ontstond de zogenaamde soul-calypso. Deze samensmelting heet soca. De soca heeft een disco-drum en een stevige bas als basis. Samen met de elektrische gitaar werden zij belangrijker dan de teksten.
Een fusion tussen calypso en cadence ontstond in de jaren 1970 als cadence-lypso.